# Witberijpt muurschriftmos
Witberijpt muurschriftmos (Opegrapha demutata) is een korstmossoort uit de familie Lecanographaceae. Het groeit op steen. Het leeft in symbiose met de alg Trentepohlia.

## Determinatie
Witberijpt muurschriftmos is een korstvormig korstmos. Het thallus is dun, uitpuilend of met kleine ronde areolen en crèmewit van kleur. Het heeft de volgende kenmerkende kleurreacties: C–, K–, KC–, Pd– en UV–. De lirellen (apotheciën) zijn half ingezonken, vaak vertakt en lijken op schrifttekens. 
De ascosporen zijn recht of licht gebogen en meten, 3-septaat en meten (12–)14–18 × 3 tot 5 µm. De conidia meten 11–15(–20) × ca 2 µm. Het hymenium is 60–70 µm hoog en kleurt blauw in jodium.

## Verspreiding
Witberijpt muurschriftmos kent een Europese verspreiding. In Nederland is het een zeldzame soort.